# Chiesa di San Michele Arcangelo (Estella)
La chiesa di San Michele Arcangelo, in spagnolo iglesia de San Miguel Arcángel, è un luogo di culto cattolico a Estella nella comunità autonoma di Navarra sul Camino Francés, uno dei rami del Cammino di Santiago di Compostela. La chiesa, che ha dignità parrocchiale, risale al XII secolo.

## Storia

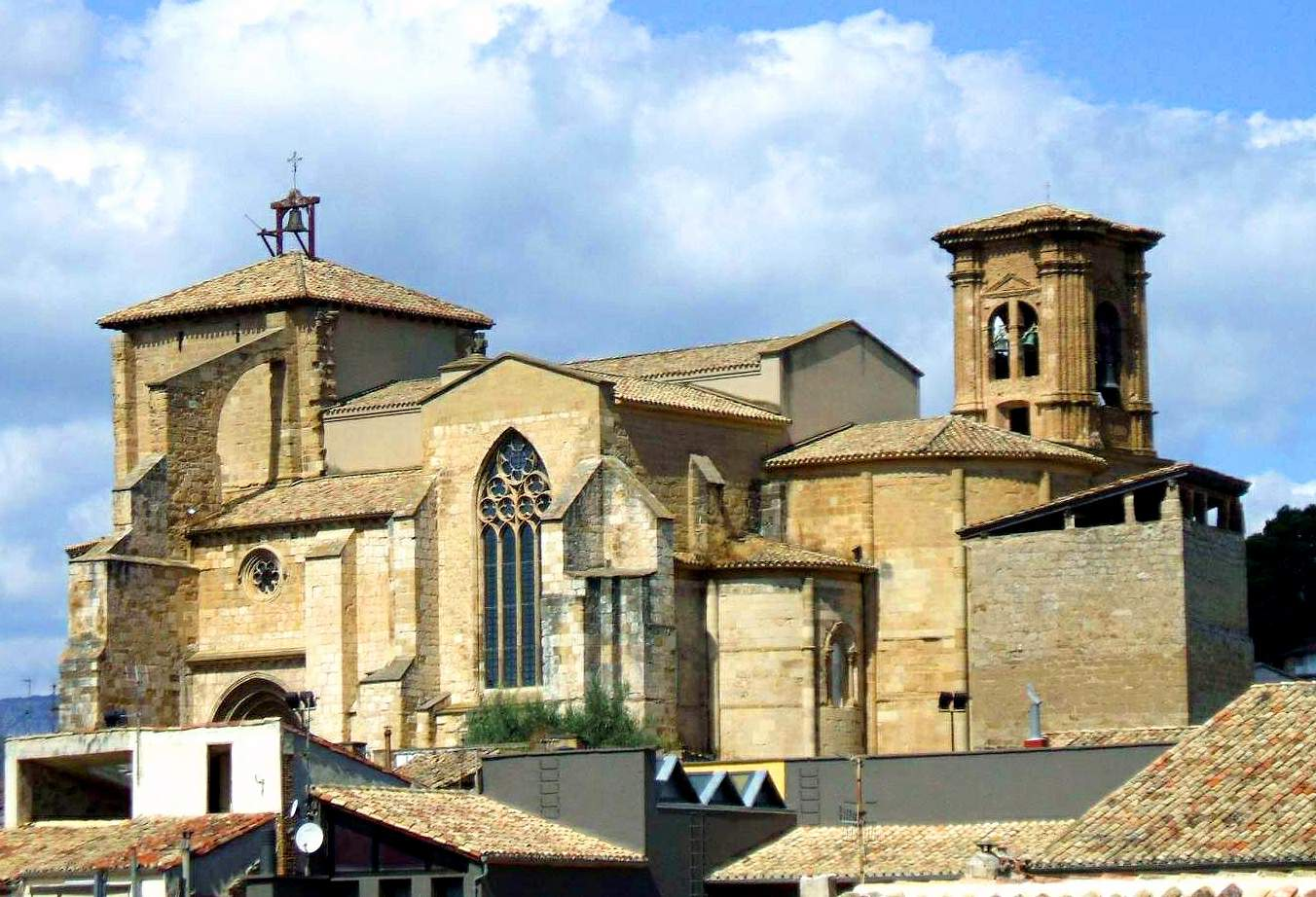
Visione d'insieme della chiesa

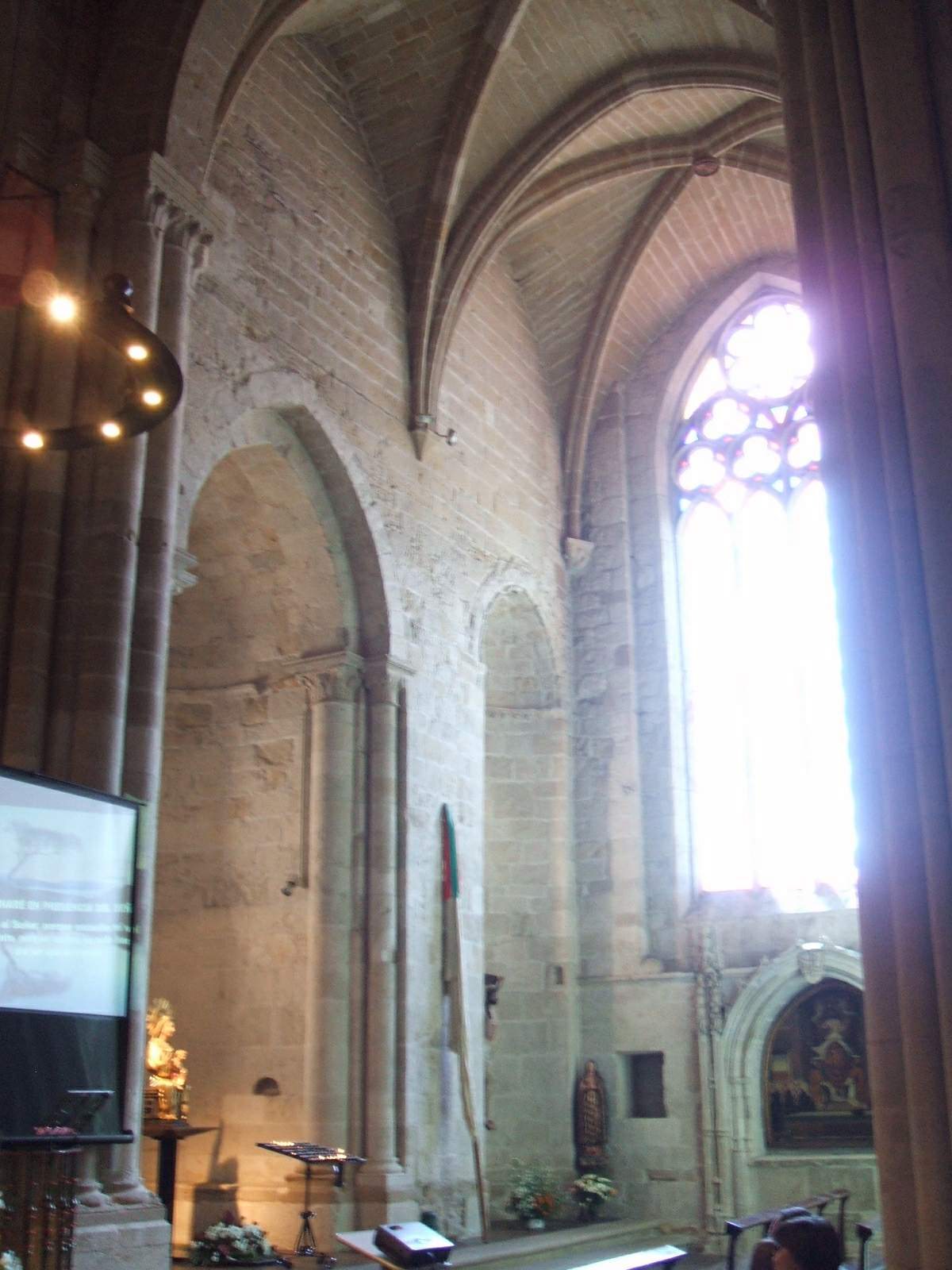
Interno del tempio

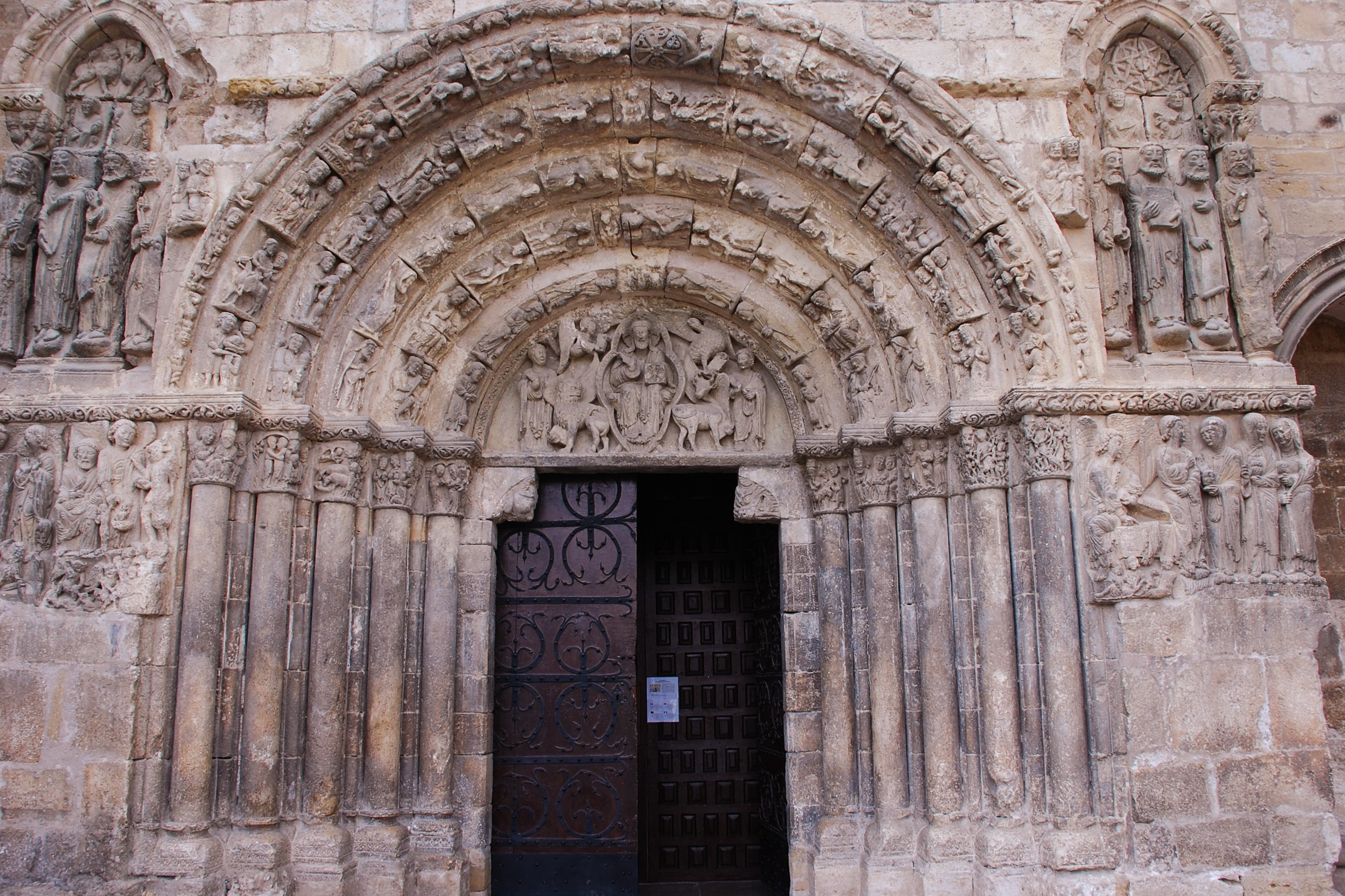
Portale

L'importante chiesa cattolica venne edificata a partire dal XII secolo e i lavori per ultimarla proseguirono sino a due secoli più tardi comprendendo così il periodo tardo romanico e il periodo gotico e caratterizzandone la particolare struttura.

## Descrizione
La chiesa si trova in posizione elevata nell'omonimo quartiere di Estella e rappresenta un importante esempio di transizione tra l'arte romanica dell'ultimo periodo e l'arte gotica.

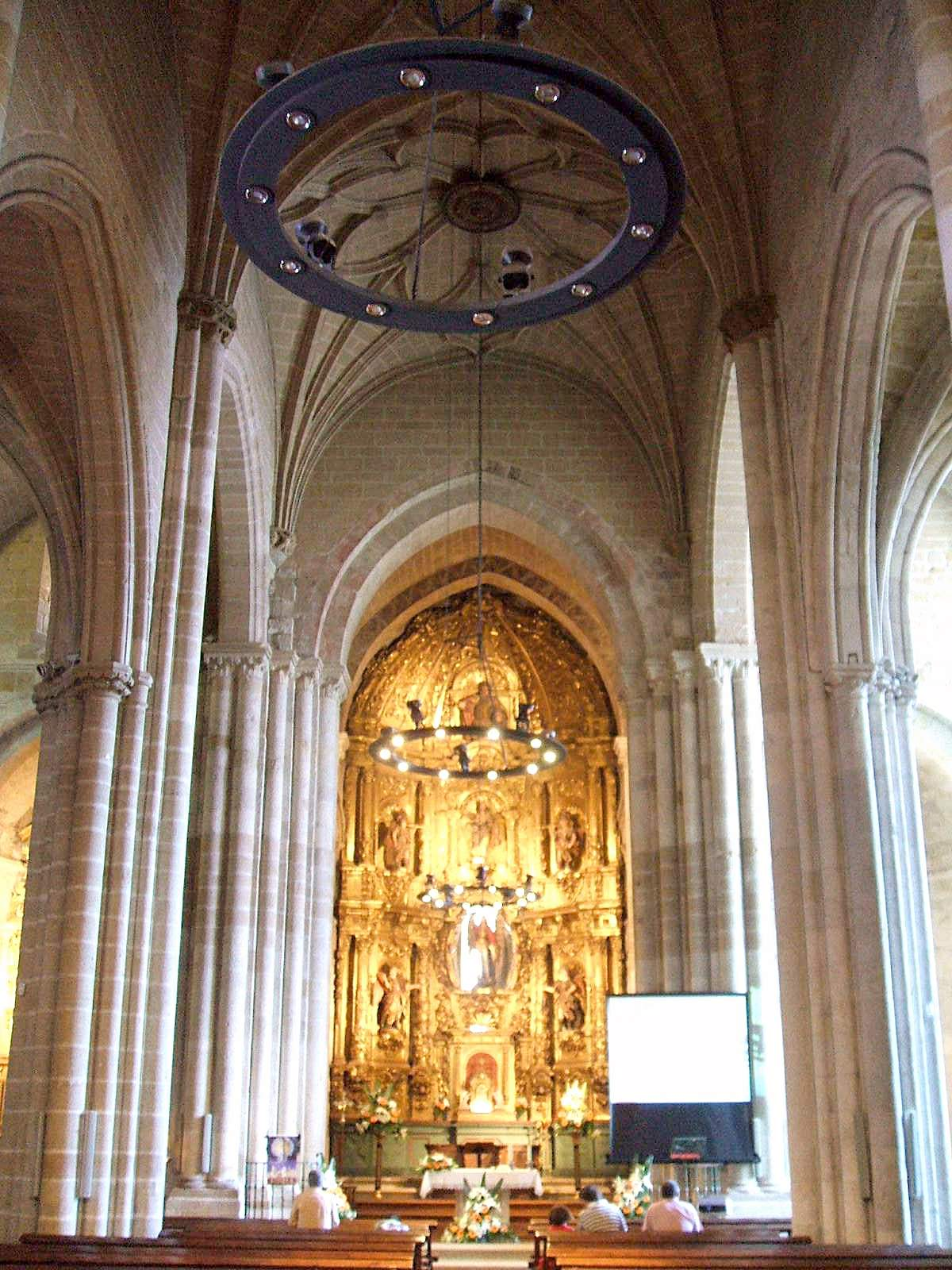
Cappella maggiore

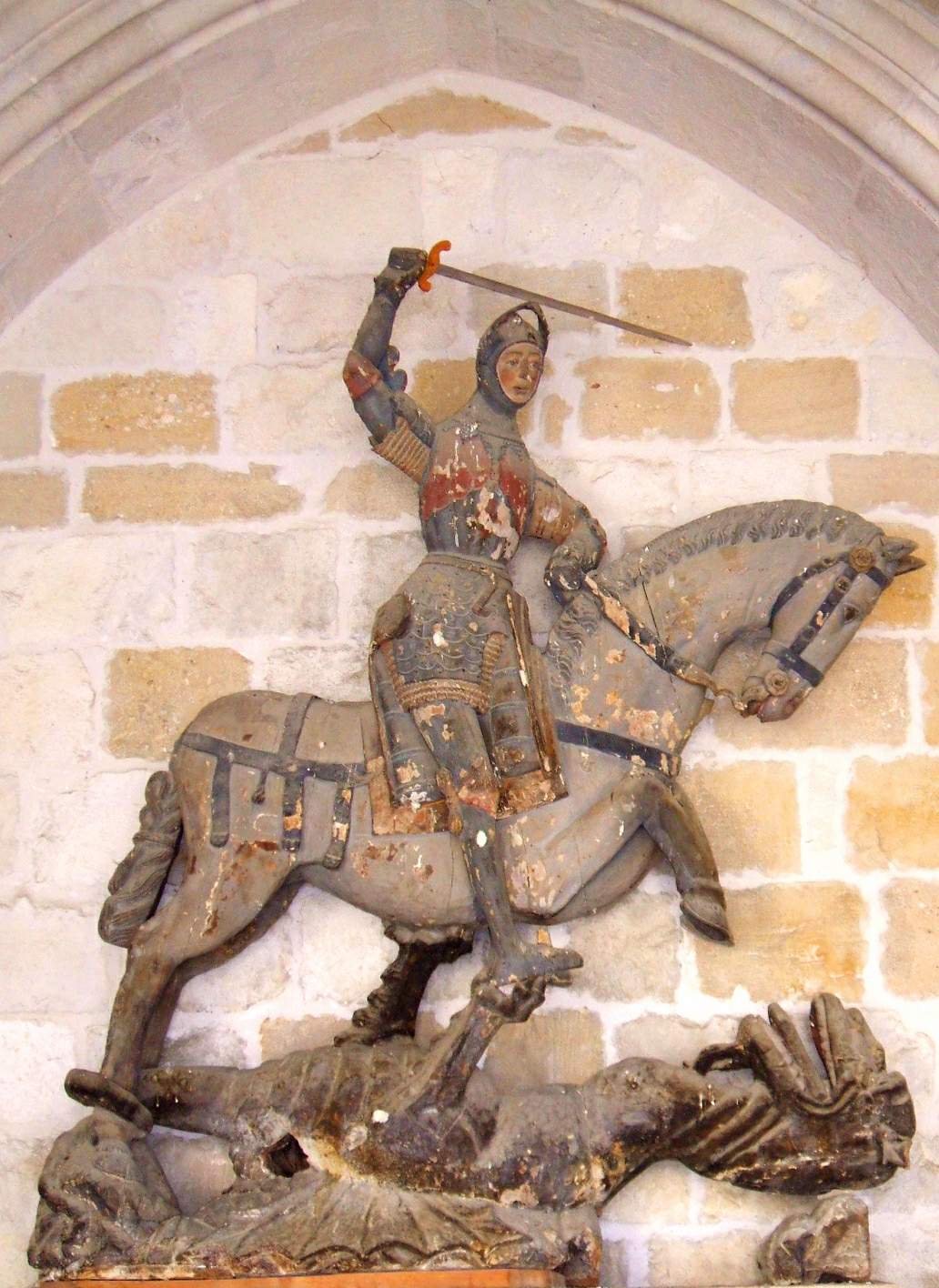
Raffigurazione di San Giorgio che uccide il drago

### Esterni
Le quattro facciate della chiesa risalgono al XII secolo. Il prospetto principale è quello artisticamente più interessante dell'edificio col suo grande portale romanico con un anticorpo formato dall'arco a tutto sesto timpanato suddiviso in cinque cornici concentriche ognuna con una coppia di colonne e relativi capitelli. I capitelli conservano sculture che raffigurano l'Annunciazione, la Visitazione, l'Annuncio ai Pastori e al Bambino Gesù, l'Adorazione dei Magi, la Presentazione di Gesù al Tempio, la Fuga in Egitto, Erode, la Strage degli innocenti e immagini di caccia. Anche le parti a volta sono riccamente scolpite con scene bibliche mentre nella parte del timpano è raffigurato il Cristo dell'Apocalisse. Al portale si accompagnano gli importantissimi altorilievi raffiguranti  a sinistra San Michele e a destra le Tre Marie, capolavori della scultura romanica spagnola. Sul portale si sovrappone, in asse, il grande rosone, e ai lati vi sono finestre cieche con copertura ad ogiva. La torre campanaria gotica si alza dal corpo laterale a sinistra e si apre con quattro grandi finestre a monofora.

### Interni
La sala ha pianta a croce latina con volta a crociera sia nelle navate sia nei transetti mentre la cappella maggiore presbiteriale ha volta a botte ogivale gotica. All'interno sono conservate numerose statue ed opere d'arte come la raffigurazione di San Giorgio che uccide il drago.

## Timbro rilasciato ai pellegrini
La chiesa ha un proprio timbro per i pellegrini che vi arrivano percorrendo il Cammino di Santiago di Compostela.